# Mons-en-Pévèle
Pour les articles homonymes, voir Mons (homonymie).
Mons-en-Pévèle [mɔ̃s ɑ̃ pevɛl] est une commune française située dans le département du Nord, en région Hauts-de-France.

## Géographie
La ville est située dans le Pévèle, sur un monticule assez escarpé, où La Marque prend sa source.
Hameaux : La Pétrie, Wasquehal-sur-la-Marque, Le Hem, Deux-Villes, La Joncquière, L'offrande, Martin val, La vincourt, Sec-Mont, La Vacquerie.

### Communes limitrophes
| Attiches  | Tourmignies    | Mérignies |
| Thumeries | Mons-en-Pévèle | Bersée    |
| Moncheaux |                | Faumont   |

### Hydrographie

#### Réseau hydrographique
La commune est située dans le bassin Artois-Picardie. Elle est drainée par le Courant de Coutiches Amont, le ruisseau Petite Marque et le fossé du Maroc,,.
La Marque, d'une longueur de 32 km, prend sa source dans la commune de Thumeries et se jette  dans le canal de Roubaix à Wasquehal, après avoir traversé 25 communes. 

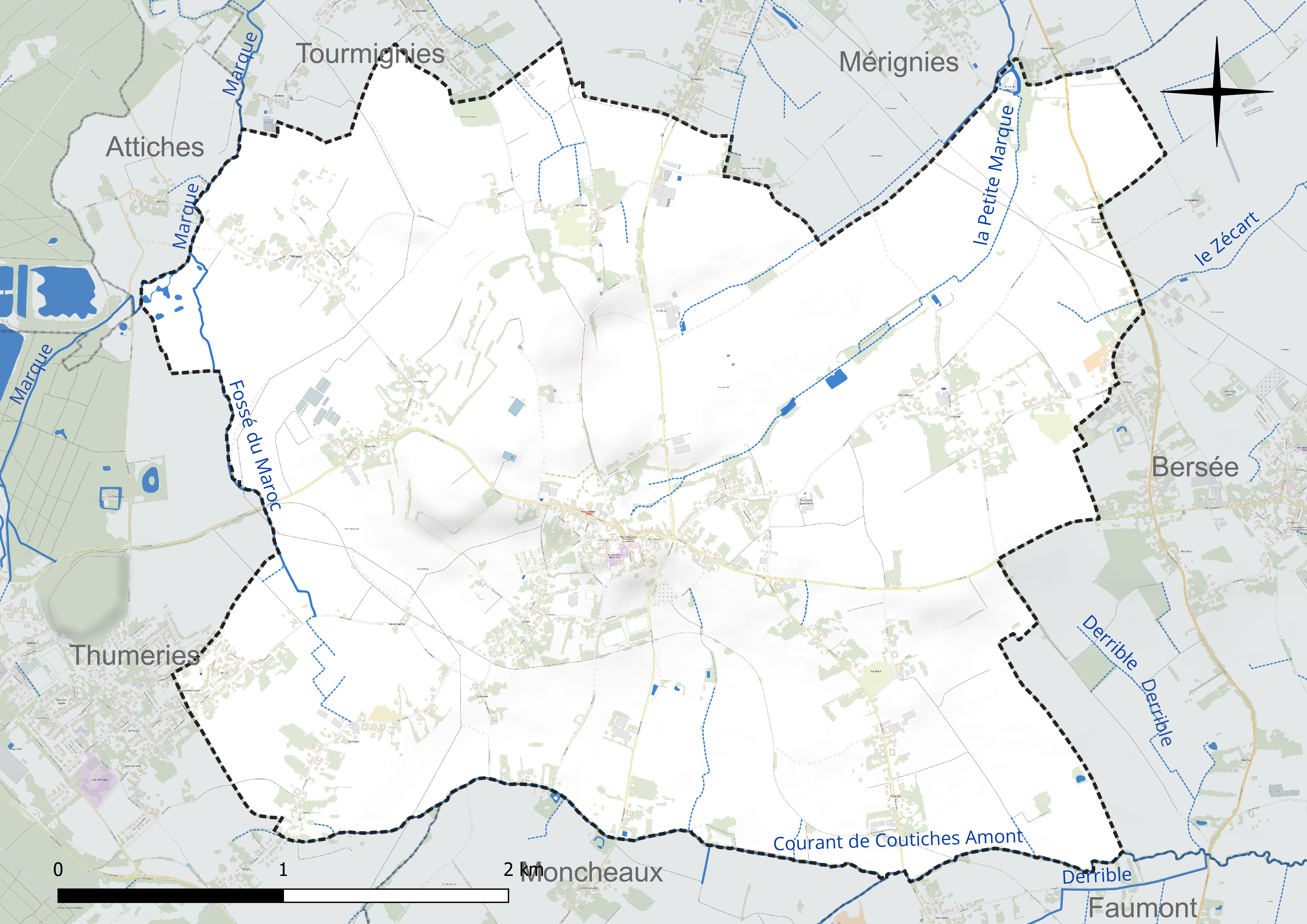
Réseau hydrographique de Mons-en-Pévèle.

Le Courant de Coutiches Amont, d'une longueur de 17 km, prend sa source dans la commune de Thumeries et se jette  dans le Marichon à Marchiennes, après avoir traversé huit communes. 

#### Gestion et qualité des eaux
Le territoire communal est couvert par le schéma d'aménagement et de gestion des eaux (SAGE) « Marque Deûle ». Ce document de planification concerne un territoire de 1 120 km2 de superficie, délimité par les bassins versants de la Marque et de la Deûle, formant une vaste cuvette sédimentaire de 40 km de long et de 25 km de large, où la pente est très faible. Le périmètre a été arrêté le 2 décembre 2005 et le SAGE proprement dit a été approuvé le 9 mars 2020. La structure porteuse de l'élaboration et de la mise en œuvre est la Métropole européenne de Lille. 
La qualité des cours d'eau peut être consultée sur un site dédié géré par les agences de l'eau et l'Agence française pour la biodiversité. 

### Climat
Pour des articles plus généraux, voir Climat des Hauts-de-France et Climat du Nord.
En 2010, le climat de la commune est de type climat océanique dégradé des plaines du Centre et du Nord, selon une étude du CNRS s'appuyant sur une série de données couvrant la période 1971-2000. En 2020, Météo-France publie une typologie des climats de la France métropolitaine dans laquelle la commune est exposée à un climat océanique et est dans la région climatique  Nord-est du bassin Parisien, caractérisée par un ensoleillement médiocre, une pluviométrie moyenne régulièrement répartie au cours de l'année et un hiver froid (3 °C). 
Pour la période 1971-2000, la température annuelle moyenne est de 10,4 °C, avec une amplitude thermique annuelle de 14,6 °C. Le cumul annuel moyen de précipitations est de 713 mm, avec 12 jours de précipitations en janvier et 8,8 jours en juillet. Pour la période 1991-2020, la température moyenne annuelle observée sur la station météorologique la plus proche, située sur la commune de Cappelle-en-Pévèle à 6 km à vol d'oiseau, est de 11,1 °C et le cumul annuel moyen de précipitations est de 736,6 mm,. Pour l'avenir, les paramètres climatiques de la commune estimés pour 2050 selon différents scénarios d'émission de gaz à effet de serre sont consultables sur un site dédié publié par Météo-France en novembre 2022.

## Urbanisme

### Typologie
Au 1er janvier 2024, Mons-en-Pévèle est catégorisée ceinture urbaine, selon la nouvelle grille communale de densité à sept niveaux définie par l'Insee en 2022.
Elle appartient à l'unité urbaine de Mons-en-Pévèle, une unité urbaine monocommunale constituant une ville isolée,. Par ailleurs la commune fait partie de l'aire d'attraction de Lille (partie française), dont elle est une commune de la couronne,. Cette aire, qui regroupe 201 communes, est catégorisée dans les aires de 700 000 habitants ou plus (hors Paris),.

### Occupation des sols
L'occupation des sols de la commune, telle qu'elle ressort de la base de données européenne d'occupation biophysique des sols Corine Land Cover (CLC), est marquée par l'importance des territoires agricoles (94,1 % en 2018), en diminution par rapport à 1990 (97,1 %). La répartition détaillée en 2018 est la suivante : 
terres arables (69,6 %), zones agricoles hétérogènes (24,5 %), zones urbanisées (5,9 %). L'évolution de l'occupation des sols de la commune et de ses infrastructures peut être observée sur les différentes représentations cartographiques du territoire : la carte de Cassini (XVIIIe siècle), la carte d'état-major (1820-1866) et les cartes ou photos aériennes de l'IGN pour la période actuelle (1950 à aujourd'hui).

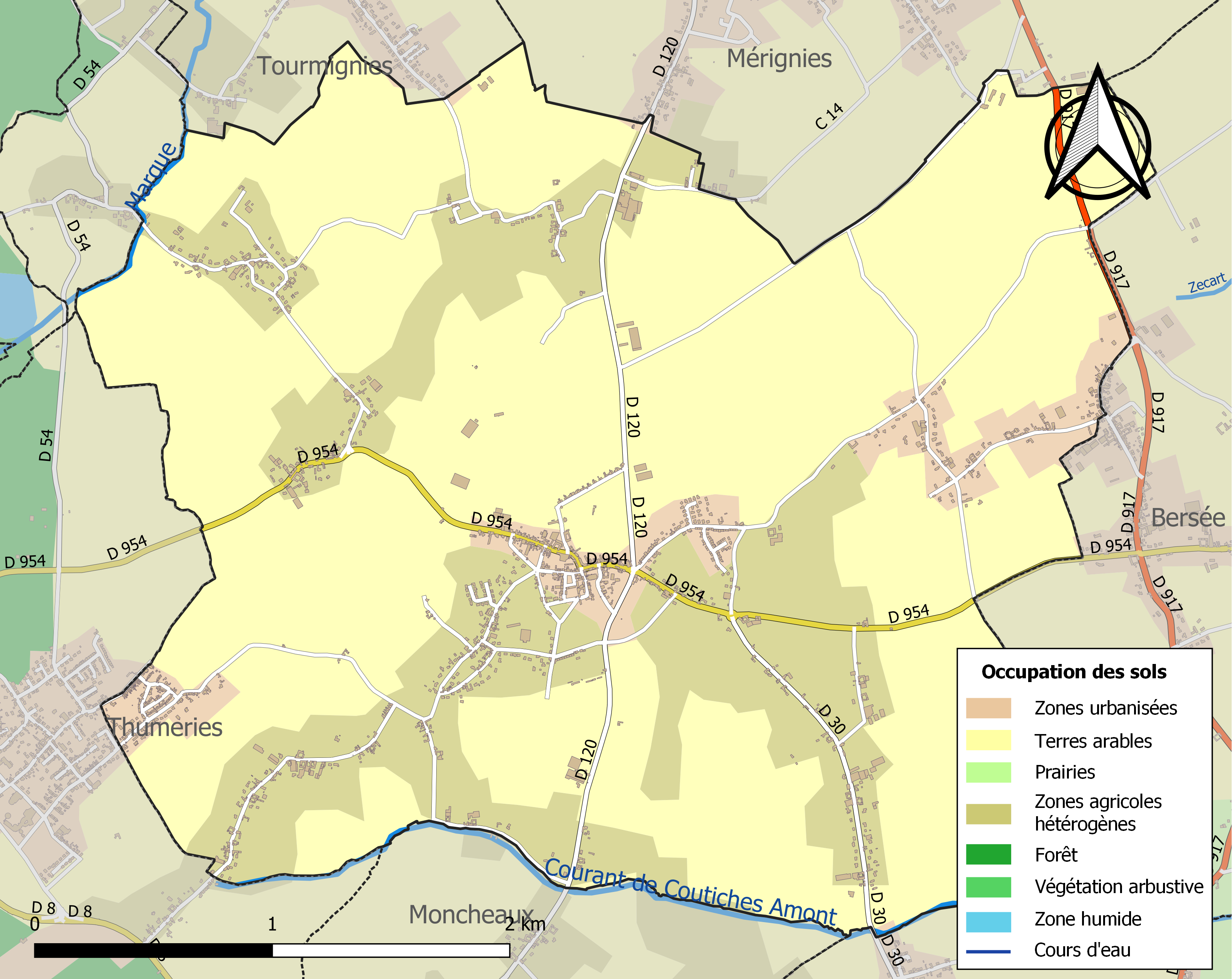
Carte des infrastructures et de l'occupation des sols de la commune en 2018 (CLC).

## Toponymie
Noms anciens : Monte, en 673, cartulaire de l'abbaye de St- Vaast d'Arras. Montes in Peula, 1142, id. Mons, Mons-en-Peule, Mons-Pabulanus, Mons-Pabulœ. Monte, Mons désigne la colline caractéristique des lieux ; Pévèle est issu du latin Pabula, Pa(v)ula signifiant pâture. 

Pevelenberg en flamand.

## Histoire
Le roi Thierry III donna, en 673, ce village à l'abbaye de St-Vaast d'Arras, qu'il avait fondée.
Le châtelain de Lille était l'avoué, le défenseur de ce village, et en cette qualité jouissait, par transaction faite avec les moines de l'abbaye en 1220, de 60 sols douisiens (le sol douisien valait 4 deniers de Flandre), et du droit de lever des hommes et des chevaux, lorsqu'il serait obligé de se trouver en armes à Lille. L'échevinage, établi par l'abbaye de Saint-Vaast, avait haute, moyenne et basse justice.
C'est au pied de ce village et de celui de Mérignies que se livra, le 18 août 1304, la fameuse bataille de Mons-en-Pévèle, entre l'armée française commandée par le roi Philippe le Bel, et l'armée flamande (ces derniers furent massacrés par le roi de France en représailles des Matines de Bruges). Cette victoire à l'arraché permit au roi de France d'enlever Lille, Orchies et Douai au Traité d'Athis (1305). Guillaume de Juliers le jeune, le vainqueur de la bataille des éperons d'or y perdit la vie.
Un musée communal, appelé la salle des batailles, valorise cet événement et celui de Bouvines.
Mathieu Théry, seigneur du Blocus (sur Mons-en-Pévèle) natif d'Arras, châtelain des deux châtellenies d'Arras, conseiller pensionnaire (conseiller juridique) de Douai, bénéficie le 26 novembre 1657 de lettres d'anoblissement, moyennant finances, données à Madrid. Cette faveur est due à son père, receveur général des impôts et centièmes d'Artois, qui a rendu service à son roi en lui avançant de grosses sommes d'argent.
L'armée française vint camper à Mons-en-Pevèle et Pont-à-Marcq en août 1708 et y resta huit jours, dans l'intention de secourir la ville de Lille qui était assiégée; mais elle n'entreprit rien d'important, se retira à Seclin et ensuite au-delà de l'Escaut.

## Population et société

### Démographie

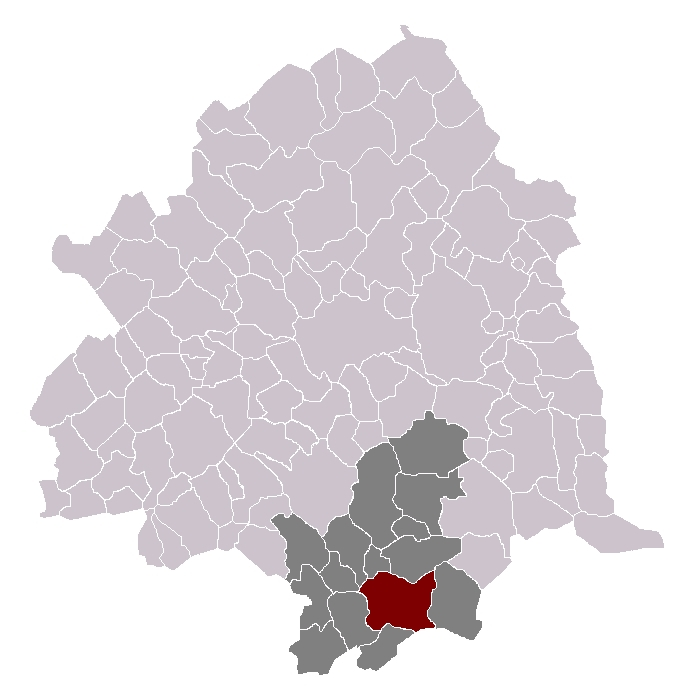
Mons-en-Pévèle dans son canton et son arrondissement

#### Évolution démographique
L'évolution du nombre d'habitants est connue à travers les recensements de la population effectués dans la commune depuis 1793. Pour les communes de moins de 10 000 habitants, une enquête de recensement portant sur toute la population est réalisée tous les cinq ans, les populations de référence des années intermédiaires étant quant à elles estimées par interpolation ou extrapolation. Pour la commune, le premier recensement exhaustif entrant dans le cadre du nouveau dispositif a été réalisé en 2005.

En 2022, la commune comptait 2 077 habitants, en évolution de −2,26 % par rapport à 2016 (Nord : +0,51 %, France hors Mayotte : +2,11 %).
| 1793  | 1800  | 1806  | 1821  | 1831  | 1836  | 1841  | 1846  | 1851  |
| ----- | ----- | ----- | ----- | ----- | ----- | ----- | ----- | ----- |
| 1 361 | 1 460 | 1 647 | 1 696 | 1 647 | 1 707 | 1 783 | 1 796 | 1 891 |

| 1856  | 1861  | 1866  | 1872  | 1876  | 1881  | 1886  | 1891  | 1896  |
| ----- | ----- | ----- | ----- | ----- | ----- | ----- | ----- | ----- |
| 1 898 | 1 944 | 1 998 | 2 090 | 2 078 | 2 079 | 1 987 | 1 883 | 1 877 |

| 1901  | 1906  | 1911  | 1921  | 1926  | 1931  | 1936  | 1946  | 1954  |
| ----- | ----- | ----- | ----- | ----- | ----- | ----- | ----- | ----- |
| 1 877 | 1 949 | 1 959 | 1 764 | 2 030 | 2 013 | 1 997 | 2 004 | 1 921 |

| 1962  | 1968  | 1975  | 1982  | 1990  | 1999  | 2005  | 2006  | 2010  |
| ----- | ----- | ----- | ----- | ----- | ----- | ----- | ----- | ----- |
| 1 875 | 1 921 | 1 962 | 2 180 | 2 064 | 2 054 | 2 143 | 2 157 | 2 139 |

| 2015  | 2020  | 2022  | - | - | - | - | - | - |
| ----- | ----- | ----- | - | - | - | - | - | - |
| 2 121 | 2 105 | 2 077 | - | - | - | - | - | - |

#### Pyramide des âges
En 2018, le taux de personnes d'un âge inférieur à 30 ans s'élève à 29,9 %, soit en dessous de la moyenne départementale (39,5 %). À l'inverse, le taux de personnes d'âge supérieur à 60 ans est de 30,3 % la même année, alors qu'il est de 22,5 % au niveau départemental.
En 2018, la commune comptait 1 010 hommes pour 1 116 femmes, soit un taux de 52,49 % de femmes, légèrement supérieur au taux départemental (51,77 %).
Les pyramides des âges de la commune et du département s'établissent comme suit.
| Hommes | Classe d’âge | Femmes |
| ------ | ------------ | ------ |
| 0,4    | 90 ou +      | 1,5    |
| 6,3    | 75-89 ans    | 9,8    |
| 22,1   | 60-74 ans    | 20,4   |
| 25,1   | 45-59 ans    | 22,0   |
| 16,5   | 30-44 ans    | 16,1   |
| 14,5   | 15-29 ans    | 14,1   |
| 15,1   | 0-14 ans     | 16,1   |

| Hommes | Classe d’âge | Femmes |
| ------ | ------------ | ------ |
| 0,5    | 90 ou +      | 1,4    |
| 5,3    | 75-89 ans    | 8,1    |
| 14,8   | 60-74 ans    | 16,2   |
| 19,1   | 45-59 ans    | 18,4   |
| 19,5   | 30-44 ans    | 18,7   |
| 20,7   | 15-29 ans    | 19,1   |
| 20,2   | 0-14 ans     | 18     |

## Culture locale et patrimoine

### Gastronomie
Au XIXe siècle le fromage de Mons-en-Pévèle avait sa renommée.

### Lieux et monuments
La forte pente, notamment à proximité du cimetière, drainait nombre de spectateurs lorsque le Paris-Roubaix y passait. C'était aussi le seul endroit de la région où l'on pratiquait un minimum[Combien ?] de ski.
Mons-en-Pévèle comporte de nombreux hameaux :
- La Vincourt
- Deux-Villes
- La Wacquerie
- L'offrande
- Martinval
- Le Wacca

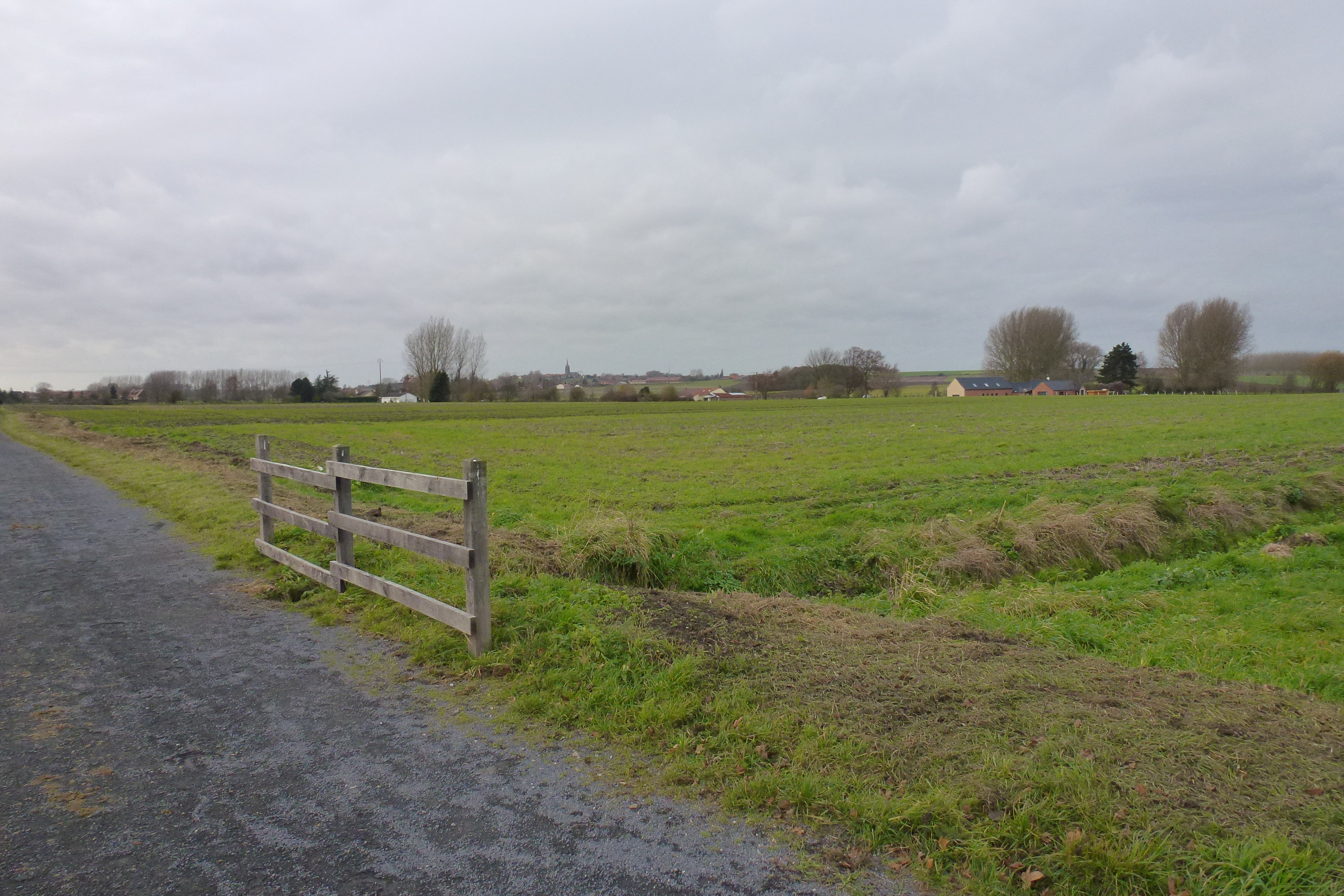
La Voie verte de la Pévèle.
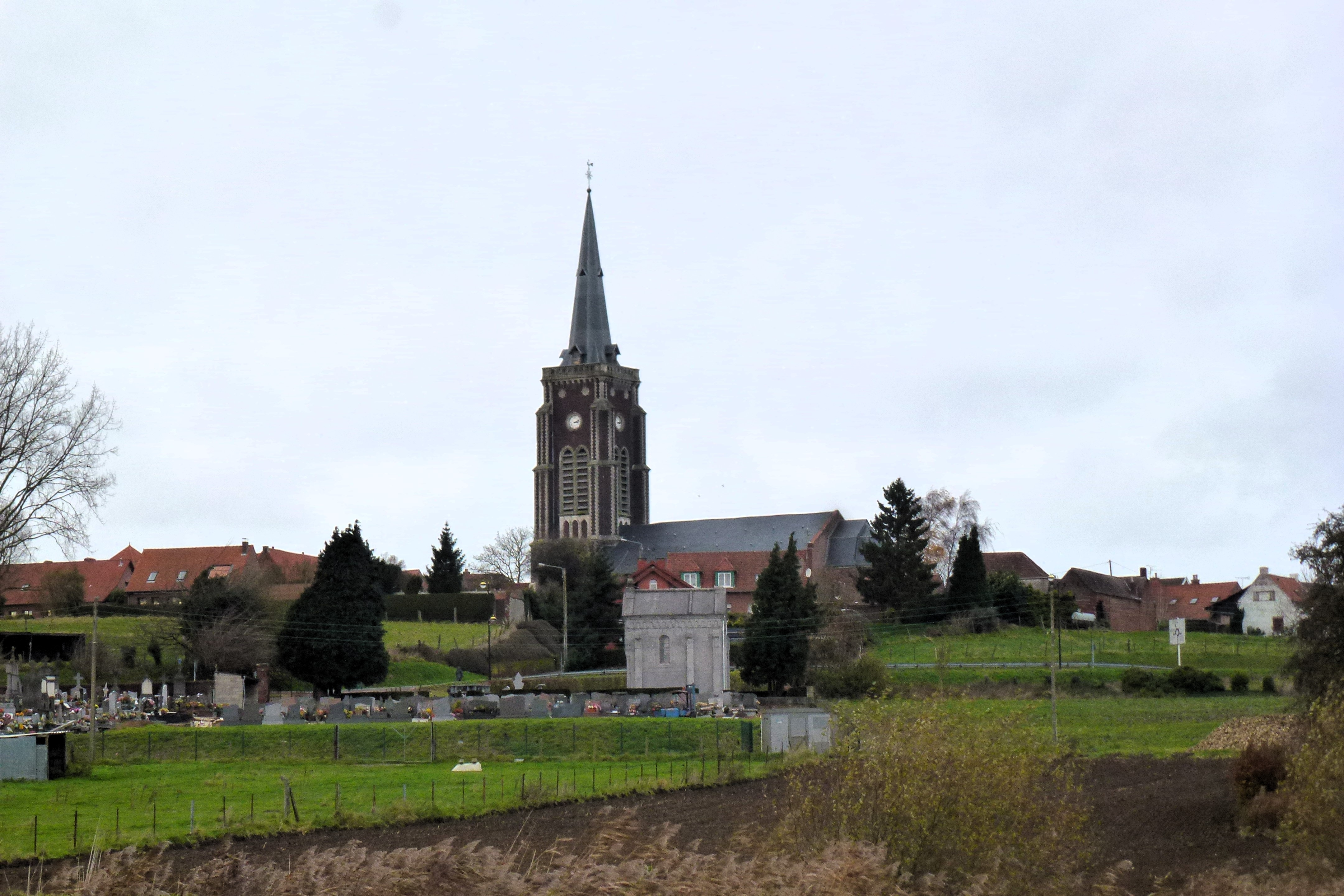
L'Eglise Saint Jean-Baptiste .
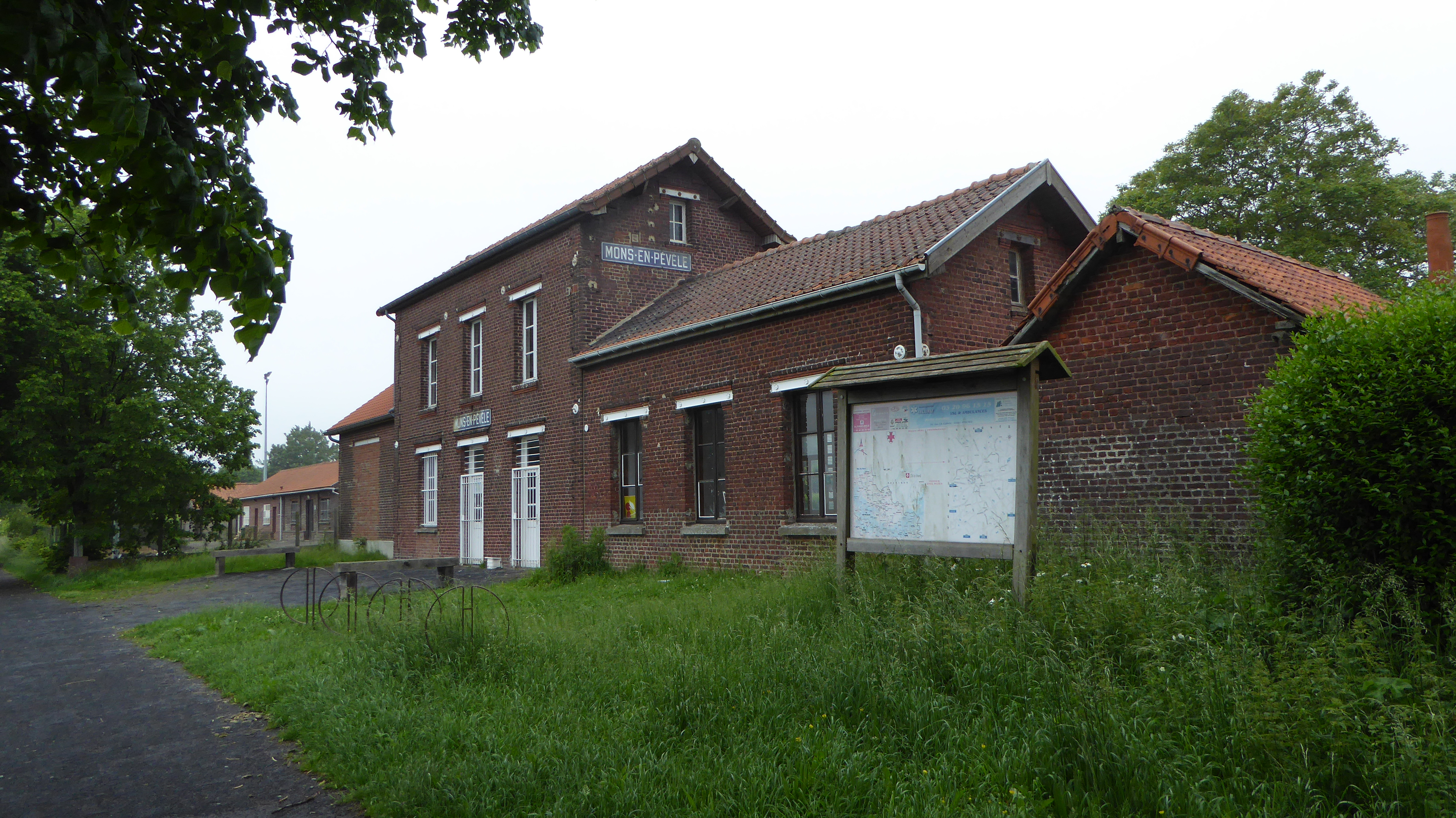
L'ancienne gare.
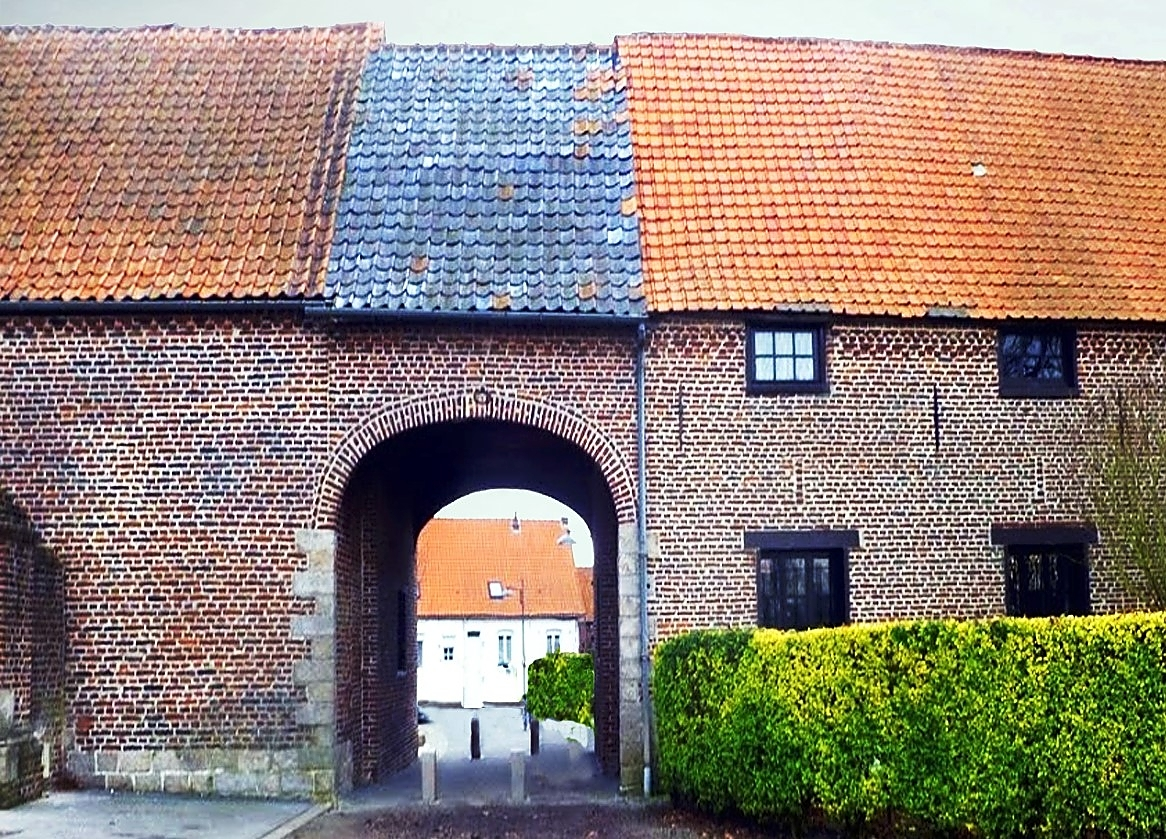
Le portail de l'Abbaye.

### Musée
Depuis le 1er février 2014, un musée appelé la salle des batailles valorise la bataille de Bouvines et celle de Mons-en-Pévèle.

### Personnalités liées à la commune
- Jacques Le Groux, qui mourut vers 1741, était natif de Mons-en-Pévèle et est auteur d'un ouvrage intitulé Summa statuum synodalium cumprœ viasynopsivitœ episcoporum Tornacensium, publié en 1726.
- Désiré-Joseph Dennel (1822-1891), évêque de Beauvais, puis d'Arras.
- Après des repérages au mois de juillet 2013 par téléphone et en venant sur place, l'équipe de la série Plus Belle La Vie a décidé de poser ses caméras dans la commune en octobre 2013 pour un prime-time intitulé Une vie en Nord avec en vedette Ninon (Aurélie Vaneck) et Rudy (Ambroise Michel). Ils ont tourné la plus grosse partie dans ce village et quelques autres scènes à Lille. Une avant-première a eu lieu dans la commune le 19 mars 2014 au matin, puis une seconde à l'UGC de Lille dans l'après-midi. Le prime-time a été diffusé le mardi 15 avril 2014 sur France 3 à 20h45.

### Héraldique
|  | Les armes de Mons-en-Pévèle se blasonnent ainsi : "D'or à la croix ancrée et alaisée de gueules." |